# Takeaki
Takeaki ist ein männlicher japanischer Vorname. 

## Bekannte Namensträger
- Takeaki Ayabe (* 1980), japanischer Straßenradrennfahrer
- Enomoto Takeaki (1836–1908), japanischer Admiral
- Takeaki Matsumoto (* 1959), japanischer Politiker